# Гульбинавас
Гульбинавас (лит. Gulbinavas) — деревня в Калварийском самоуправлении Мариямпольского уезда Литвы. Входит в состав Любавасского староства.

## География
Деревня расположена на юго-западе Литвы, в пределах Судувской возвышенности, к юго-востоку от озера Тремпиню, на расстоянии приблизительно 23 километров к юго-западу от города Мариямполе, административного центра уезда. Абсолютная высота — 171 метр над уровнем моря.
Ближайшие населённые пункты: Тремпиняй, Макаускай, Паграужяй, Павижупис, Пилякальняй, Саулегражяй.
Климат
Климат деревни характеризуется как умеренно континентальный с чертами морского (Dfb в классификации климатов Кёппена).

## История
В 1888 в деревне Гальбанувка числилось 88 человек. В национальном составе населения поляки составляли 68 %, литовцы — 32 %. В административном отношении деревня входила в состав гмины Любово Кальварийского уезда Сувалкской губернии.

## Население
По данным официальной переписи 2011 года численность населения Гульбинаваса составляла 18 человек (7 мужчин и 11 женщин).